# Práce (noviny)

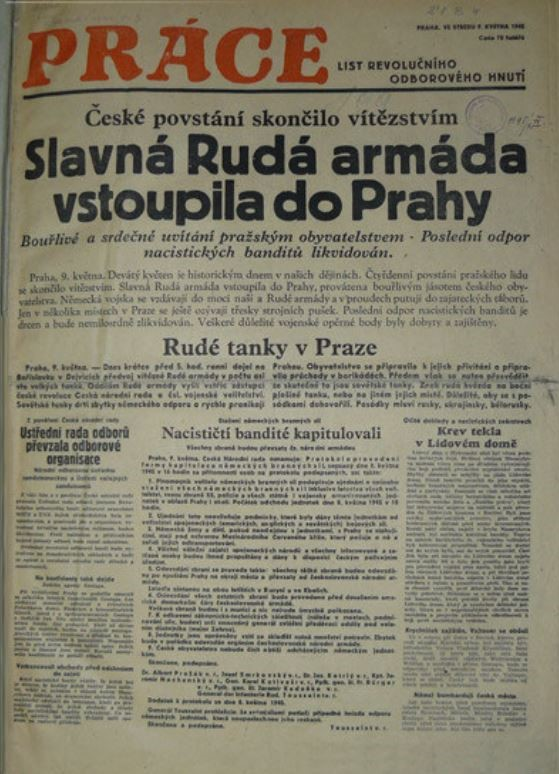
Deník Práce, 9. 5. 1945 (titulní strana)

Práce byl deník odborů, který vycházel v letech 1945–1997.
S datem 9. května 1945 vyšlo v Praze první vícestránkové číslo deníku PRÁCE, listu ROH. Stránky evropského formátu[ujasnit] byly tištěny rotační technikou. Deník takto začal vycházet ještě před vytvořením nových struktur odborů ve druhé polovině května 1945; přesto již v tomto období mu tvůrci dali do vínku organizátorský koncept,[ujasnit] a s takovým poselstvím list vlastně pracoval po celou dobu své existence.[zdroj?] Záhy se v obsahu prosadila levicová linie, aplikovaná na poli správním, hospodářském i kulturním. Redakce sídlila v Praze na Václavském náměstí 15.

## Obsahové zaměření
V publicitě se deník soustřeďoval na úsilí pro obnovu republiky v předválečných poměrech, všímal si hospodářského chodu pohraničí, což bylo příležitostí k uplatňování kolektivistického principu. V politickém nazírání list propagoval Košický vládní program, působil ve směru národní a demokratické obrody. Přehlédnout nelze frekvenci materiálů se vztahem k našemu východnímu osvoboditeli. Do roku 1948 se PRÁCE zasazovala o vytváření akčních výborů, což vrcholilo sjezdem závodních rad (únor 1948), ale i Lidovými milicemi. Psala ve prospěch znárodňování, dávala prostor iniciativě a nositelům budovatelských snah při naplňování záměrů industrializace, a naopak odsuzovala hospodářské a ideové nešvary, za jejichž původce označovala zastánce starého právního vědomí – kapitalisty a jejich přisluhovače.
Současně byla pozornost věnována otázkám pracovněprávním, v tom i právu na odpočinek. V rámci tzv. podpory hospodářské výstavby státu nové národní a komunální podniky často patřily k „privatizátorům“ poválečných pohraničních konfiskátů, v nichž nacházeli i odboráři své rekreační základny. Novinové příspěvky mířily především k ekonomice podnikové. Redakce nastolila též témata bezpečnosti práce a otázky odměňování.
Hned od startu si list vytvářel okruh dopisovatelů, čímž posiloval své postavení ve veřejném prostoru, ohlasy též jako zpětná vazba vypovídaly ke stavu společenských nálad. Mezi přispěvateli najdeme vedle odborových funkcionářů i osobnosti obecně známé: např. J. Seiferta, Fr. Němce, V. Řezáče, Fr. Branislava, J. Hronka, Fr. Listopada, později třeba i S. Volného, J. Cysaře či J. Šterna. Z ideového protipólu v redakci působili např. rudoprávník V. Dolejší, partyzán a aktivista J. Sosnar – autor Juráška, nebo Zd. Novák (souputník G. Fučíkové).

## Organizátor aktivit
V rámci agitační a propagandistické funkce – ÚRO, jako vydavatel deníku, udělovalo pozornost soutěžnímu a novátorskému hnutí na podporu hospodářských plánů. Základ tvořilo hnutí brigád socialistické práce. Inovační záměry, ať na poli organizace výroby nebo v technickém rozvoji našly výraz v činnosti racionalizačních týmů. Registrujeme též resortně členitá hnutí inspirovaná pracovním rekordmanem Stachanovem. Přístupy deníku však vedly rovněž k formalizaci agend spojených s pracovní iniciativou (diskutabilní systémy hodnocení, podjatost a tendenčnost kritérií, střet zájmů příslušných referentů, poskytujících novinářům informace).

## Ozdravné proudy
V šedesátých letech se odborový deník zapojil do pohybu, který gradoval rokem 1968. Objevovaly se širší materiály k účasti pracujících na řízení, proti byrokratizaci a centralismu, kritizována byla kumulace funkcí. Zpětně se rozebíraly postupy, co vedly k nezákonným rozsudkům (viz např. narušování občanských svobod, listovního tajemství – rentgeny na poštách, provokace inscenované mocenskými orgány státu, což v souhrnu vedlo k nezákonným soudním procesům s drakonickými rozsudky). Odtud se jednak opatrně revidovaly deformace překotného poválečného vývoje, akcentována byla nezbytnost soudních rehabilitací. PRÁCE podpořila obnovu šetření skonu ministra J. Masaryka. S dalšími deníky publikovala manifest Dva tisíce slov.
Jistě nelze pominout vklad odborového listu myšlence společného Československa, daný zastoupením vztahových materiálů ke Slovensku. Takový kurs plynul již z principu výstavby jednotných odborů a v ediční oblasti kurs, vedle přítomnosti stálého zpravodaje na Slovensku, konkretizovala i spolupráce při výměně příspěvků s partnerskou redakcí PRÁCA z Bratislavy,
Ke čtenářům se tehdy deník vypravoval vydáním standardním, následovalo vydání „pražské“, využívající časově posunuté uzávěrky.
Od roku 1969 se součástí PRÁCE stala nedělní čtenářská příloha P- s indexem ročníku (např. P-69), tzv. „Péčko“. V něm nacházíme spektrum literárních žánrů, čtenáři se zde seznamovali i s tvorbu polooficiálních autorů (např. B. Hrabal, J Tomeček, M. Chalupa). Zařazovány byly rubriky pro zábavu – šachy, filatelie, móda.

## Normativy normalizace
Jestliže do roku 1968 působili přímo v redakci referenti tiskového dohledu (HSTD, ÚPS), aby cenzurně kontrolovali „nezávadnost“ příspěvků, v období normalizace plynula ideologizace obsahu přímo z vydavatelsko provozních praktik. Po nuceném odchodu řady novinářů – osmašedesátníků – se vnášelo jako osobité závazné kritérium účinnost ideového působení. To se promítalo zvláště u odborového vzdělávání.
Pomineme-li diskutabilní efekt k záměru ideového působení, fakticky se tím oslaboval zpravodajský a informační potenciál listu, devíza, co deník činí deníkem.

## Epilog titulu
PRÁCE dosáhla nejvyššího nákladu 370 tisíc výtisků – údaj 1970, dle jiných pramenů i 390 000. Všední vydání se pohybovalo kolem 230 až 250 tisíc exemplářů. Údaje nelze číst jen prvoplánově, neboť odborové periodikum vždy mělo v nákladu i část tzv. funkčního odběru. PRÁCE též vydávala k aktuálnímu informování čtenářů na Moravě, ale přirozeně současně pro stimulaci předplatného i brněnskou mutaci.
Po listopadu 1989, kdy došlo k zániku a restrukturalizaci firem, ztenčila se cílová skupina recipientů – čtenáři ubývali. Pozornost potenciálních recipientů se přenesle jinam, přičemž vliv mělo i etablování se nových bulvárních titulů. Pro odborářský list se situace ukázala jako devastující.
Koncem roku 1995 vložil své naděje do akcií Práce ještě podnik Poldi Kladno (V. Stehlík). V dubnu 1997 nabyla majoritní podíl společnost Česká typografie a. s., která za několik měsíců vydávání listu definitivně ukončila.
Deník PRÁCE, jednorázovým nákladem druhý titul v republice byl na českém novinovém trhu přítomen půlstoletí, ale ani společenské změny z devadesátých let, ani proměnu mediálního trhu nastolující posun k elektronickým médiím nepřežil.

## Redakce
Základní organizační schema hlavní redakce: oddělení domácích zpráv – tzv. vnitro, zahraničí, ekonomické, odborové, právní, dopisové odd. , odd. či spíše podredakce Přílohy, dále rubriky kultury, sportu, fotooddělení, pracoviště dokumentace. Cyklus uzavírala ještě písárna k stenografickému přejímání telefonických zpráv.

### Šéfredaktoři Práce
- Jiří Síla 1945–1950
- Vojtěch Dolejší 1950–1954
- ing. Antonín Zázvorka 1954–1968
- Ladislav Velenský 1968–1969
- Bedřich Kačírek 1969–1971
- Miloslav Novotný 1971–1974
- Miroslava Daňková 1974–1981
- Cyril Smolík 1982–1985
- František Coňk 1985–1989
- Pavel Parma 1990–1994
- Jan Chára 1994
- Dana Cihelková 1995